# Raionul Rovenkî, Luhansk
Rovenkî (în ucraineană Ровеньківський район, transliterat: Rovenkivskîi raion) este un raion în regiunea Luhansk, Ucraina. Are reședința la Rovenkî.
Are o suprafață de 2.087,6 km². Populația este de 296.800 locuitori, determinată în 2020.